# بادامک (تویسرکان)
بادامک (تویسرکان)، روستایی از توابع بخش مرکزی شهرستان تویسرکان در استان همدان ایران است.

## جمعیت
این روستا در دهستان حیقوق نبی قرار دارد و براساس سرشماری مرکز آمار ایران در سال ۱۳۹۵، جمعیت آن ۴۳۰ نفر (۱۴۹خانوار) بوده‌است.